# Damerey
Damerey – miejscowość i gmina we Francji, w regionie Burgundia-Franche-Comté, w departamencie Saona i Loara.
Według danych na rok 1999 gminę zamieszkiwało 421 osób, a gęstość zaludnienia wynosiła 36 osób/km² (wśród 2044 gmin Burgundii Damerey plasuje się na 506. miejscu pod względem liczby ludności, natomiast pod względem powierzchni na miejscu 822.).